# Drnovk
Drnovk je naselje v Občini Brda.